# خانه مسکونی جوان صبور
خانه مسکونی جوان صبور مربوط به دوره قاجار است و در مشهد، وحدت ۱۱، کوچه کاتب، پ۱۰۳ واقع شده و این اثر در تاریخ ۱۱ مرداد ۱۳۸۴ با شمارهٔ ثبت ۱۲۳۸۰ به‌عنوان یکی از آثار ملی ایران به ثبت رسیده است.